# Nikkormat
Nikkormat (в Японии — Nikomat) — семейство малоформатных однообъективных зеркальных фотоаппаратов, выпускавшихся японской корпорацией Nippon Kogaku K. K., и не входивших в профессиональную линейку Nikon. Все камеры Nikkormat оснащались байонетом F и совместимы с оптикой Nikkor, выпускавшейся корпорацией с 1959 года. В то же время «Никкорматы» были значительно дешевле старших моделей и оказались доступны для фотолюбителей, заполнив нишу, до этого занятую фотоаппаратами Nikkorex F. После 1978 года камеры Nikkormat уступили место фотоаппаратам «компактной серии F»: Nikon FM и Nikon FE.
«Никкорматы» отличались от профессиональных «Никонов» жёстковстроенной пентапризмой и ламельным затвором с вертикальным ходом металлических шторок. Гарантированный ресурс таких затворов был ниже, чем у затворов с горизонтальным движением гибких шторок из титановой фольги, которые устанавливались в Nikon F, F2 и F3. Фокусировочный экран был несменным, а возможность использования приставного электропривода отсутствовала, за исключением моделей EL и ELW. В отличие от старших моделей F и F2, профессиональные двухцилиндровые кассеты с раскрывающейся щелью не поддерживались, а в качестве крепления вспышек использовался стандартный «холодный башмак». В то же время, «Никкорматы» оснащались предварительным подъёмом зеркала и механическим автоспуском.

## Nikkormat серии FT
Всего было две серии камер Nikkormat. Название первой начиналось на «F» и говорило о механической конструкции, не требующей для полноценной работы никаких элементов питания. Все камеры этой серии оснащались фокальным затвором с механической отработкой всех выдержек, а батарейка требовалась только для TTL-экспонометра, о наличии которого сообщала вторая буква «T» в названии модели.

### Nikkormat FT
Фотоаппарат, выпускавшийся в Японии с 1965 до 1967 года. Версия без экспонометра выпускалась под названием Nikkormat FS. Камера была гораздо массивнее большинства любительских моделей других производителей, но качество изготовления делало её надёжной и пригодной в качестве «запасной» для профессионалов.
В отличие от профессиональной модели, Nikkormat FT, как и все последующие, основан на ламельном затворе Copal Square-S. КПД таких затворов значительно превосходил традиционные шторные, а выдержка синхронизации составляла 1/125 секунды, вдвое короче, чем у Nikon F. Это было серьёзным преимуществом, позволяющим использовать «заполняющую» вспышку при ярком дневном освещении. Полный диапазон был стандартным для 1960-х: от 1/1000 до 1 секунды. Характерной особенностью камеры, унаследованной большинством «Никкорматов», было кольцо управления выдержками, расположенное вокруг фланца байонета, вместо головки на верхнем щитке камеры. Это объясняется конструкцией затвора, вал регулировки выдержек которого располагался горизонтально.
TTL-экспонометр, только что появившийся на рынке, в предсерийных образцах отсутствовал. Опытные экземпляры оснащались внешним фоторезистором, установленным на передней стенке корпуса фотоаппарата, как в первой пентапризме Photomic профессиональной модели F. В результате проведённых маркетинговых исследований было решено использовать новейший заобъективный замер, так же как в видоискателе Photomic T измеряющий усреднённую экспозицию по всему полю кадра при полностью открытой диафрагме. Значение диафрагмы передавалось в экспонометр тем же способом, что и в профессиональных «Никонах»: при помощи вилки объектива, входящей в зацепление со специальным поводком. Эта система предусматривала довольно сложную процедуру замены объектива, каждый раз требуя вручную устанавливать значение его светосилы индексом шкалы светочувствительности.

### Nikkormat FTn
Усовершенствованная версия FT, выпускавшаяся с 1967 до 1975 года. Отличия заключались в автоматизации ввода в экспонометр значения светосилы объектива и появлении центровзвешенного замера вместо интегрального по всему полю. Новый TTL-экспонометр, повторяющий систему замера пентапризмы Photomic Tn профессионального Nikon F, отдавал приоритет центральной части кадра и соотношение чувствительности фоторезистора теперь составляло 60/40%. FTn — первый Nikkormat, отображающий установленную выдержку в поле зрения видоискателя, оптически проецируемую со специальной поворотной таблички.
Полуавтоматический ввод светосилы объектива в экспонометр, впервые реализованный в этой модели, в дальнейшем был использован и в профессиональной камере Nikon F Photomic FTn с новой пентапризмой. Теперь, после каждой замены объектива, не требовалось проверять соответствие индекса шкалы светочувствительности текущей светосиле, а достаточно было провернуть кольцо диафрагмы от максимального значения к минимальному.

### Nikkormat FT2
Отличается от FTn лишь незначительно: добавлена пластмассовая накладка на курок, фиксатор шкалы установки светочувствительности, а съёмный башмак для вспышек закреплён жёстко. Кроме того, камера адаптирована к более экологичным серебряно-цинковым батарейкам вместо ртутных. Вместо фокусировочного экрана типа «А» с клиньями Додена на матовом поле, в новой модели, выпускавшейся с 1975 до 1977 года использован экран типа «К» с кольцом микрорастра вокруг клиньев.

### Nikkormat FT3
Эта модель выпускалась меньше года с 1976 до 1977 года, когда уступила место камере Nikon FM новой «компактной» серии. Отличие от FT2 заключалось только в поддержке новейшей спецификации AI байонета F. Экспонометрия FT3 считалась одной из лучших в мире на тот момент и несмотря на самый короткий период выпуска из всей линейки, фотоаппарат долго пользовался популярностью среди фотолюбителей и профессиональных фотографов.
- Фотоаппарат 
Nikkormat FS
- Фотоаппарат 
Nikkormat FTn
- Фотоаппарат 
Nikkormat FT2
- Фотоаппарат 
Nikkormat FT3
- Фотоаппарат 
Nikkormat EL

## Nikkormat серии EL
Вся серия камер с названиями, начинающимися на букву «E» оснащалась электромеханическим затвором, пригодным для автоматического управления экспозицией, но требующим для работы электропитание.

### Nikkormat EL
Первая камера корпорации Nippon Kogaku с автоматической отработкой выдержки в режиме приоритета диафрагмы. Она выпускалась с 1972 по 1976 год и оснащалась электромеханическим ламельным затвором Copal Square SE с вертикальным ходом металлических шторок и диапазоном выдержек от 4 до 1/1000 секунды и ручной выдержкой. Синхронизация с электронными вспышками доступна до 1/125 секунды. Это первый Nikkormat с головкой выдержек вместо кольца вокруг байонета.
TTL-экспонометр с фоторезисторами на основе сульфида кадмия при помощи двух стрелок гальванометра отображал в поле зрения видоискателя рекомендуемую выдержку (чёрная стрелка) и установленную (зелёная стрелка). При съёмке в ручном режиме требовалось совместить обе стрелки. В режиме приоритета диафрагмы чёрная стрелка указывала текущую выдержку, выбранную автоматом, а зелёная располагалась в секторе «А», сигнализируя автоматический режим. Автомат диафрагмы, впервые появившийся в 1965 году в камере Konica Autoreflex, даже спустя 7 лет считался большим прорывом, и эта система с небольшими изменениями использовалась в последующих камерах компактной серии Nikon FE, FE2 и FM3A вплоть до 2006 года.
Особенностью фотоаппарата стало размещение крупной шестивольтовой батарейки внутри корпуса под зеркалом. Для её замены требовалось снять объектив и поднять зеркало в верхнее положение. Такое конструктивное решение использовано из-за большой мощности элемента питания, которая требовалась для энергоёмкой схемы управления затвором. Ещё одним принципиальным новшеством стала изогнутая печатная плата, компактно размещаемая над пентапризмой.

### Nikkormat ELW
Усовершенствованная версия EL, производившаяся с 1976 до 1977 года, и получившая возможность работы с приставным вайндером на скорости до 2 кадров в секунду. Кроме того, диапазон длинных выдержек затвора был увеличен до 8 секунд, а фокусировочный экран типа «А» заменён экраном типа «К», ставшим стандартом для всех «Никонов».

### Nikon EL2
Камера выпускалась всего год с 1977 до 1978 и практически идентична модели ELW. Отличия состояли в поддержке новейшей спецификации AI байонета F, предусматривающей автоматическую передачу светосилы объектива в экспонометр. Ещё одним усовершенствованием стало использование в экспонометре кремниевого фотодиода (SPD), практически лишённого инерционности. Название Nikkormat исчезло с появлением этой модели, снятой с производства после выхода Nikon FE.